# Lüleburgaz
Lüleburgaz là một huyện thuộc tỉnh Kırklareli, Thổ Nhĩ Kỳ. Huyện có diện tích 1018 km² và dân số thời điểm năm 2007 là 130375 người, mật độ 128 người/km².